# Робертсон, Дэниел
Дэниел Рэй Робертсон (англ. Daniel Ray Robertson, 22 марта 1994, Апленд, Калифорния) — американский бейсболист, игрок инфилда клуба Главной лиги бейсбола «Милуоки Брюэрс».

## Карьера
Учился в старшей школе в Апленде, играл в бейсбол за школьную команду. В выпускном классе отбивал с показателем 56,0 %.
В первом раунде драфта 2012 года был выбран «Оклендом». Профессиональную карьеру начал в составе «Аризона Лиг Атлетикс», затем играл за «Вермонт Лейк Монстерз». Сезон 2013 года провёл в составе «Белойт Снэпперс», за которых сыграл 101 матч, отбивая с показателем 27,7 % и сделав 9 хоум-ранов. В 2014 году выступал за «Стоктон Портс».
Десятого января 2015 года Робертсон был обменян в «Тампу-Бей Рейс».
В апреле 2017 года он попал в состав на матч открытия сезона. Главный тренер «Рэйс» Кевин Кэш отдельно отметил оборонительные навыки шортстопа.
В сокращённом сезоне 2020 года Робертсон провёл 17 матчей за «Сан-Франциско Джайентс», выходя на поле на позициях шортстопа, игрока второй и третьей баз, а также аутфилдера. В этих играх он отбивал с эффективностью 33,3 %, набрав два RBI. После окончания сезона он получил статус свободного агента. В январе 2021 Робертсон подписал однолетний контракт с «Милуоки Брюэрс», сумма соглашения составила 900 тысяч долларов.